# Inola (Oklahoma)
Inola es un pueblo situado en el condado de Rogers, Oklahoma, Estados Unidos. Tiene una población estimada, a mediados de 2022, de 1897 habitantes.

## Geografía
La localidad está ubicada en las coordenadas 36°06′47″N 95°33′06″O / 36.11306, -95.55167 (36.113154, -95.551556).

## Demografía
Según la estimación 2018-2022 de la Oficina del Censo, los ingresos medios de los hogares de la localidad son de $57,679 y los ingresos medios de las familias son de $69,688. Alrededor del 9.8% de la población está por debajo de la línea de pobreza.